# Hospital civil de Oliver
El hospital civil de Oliver, sito en la calle Oliver número 22 de Alcoy (Alicante) España, fue construido ocupando una manzana entera del barrio de Santa Rosa entre 1868 y 1877 según la tipología hospitalaria de la época con proyecto del arquitecto Geronimo Granell Mundet a expensas del filántropo e industrial catalán Agustín Oliver Domenech, afincado en Alcoy.

## Edificio
El edificio responde a una arquitectura de origen académico de gran sobriedad y contundencia, tanto por su volumetría y orden compositivo como por el uso de la piedra.
La planta de este hospital se compone de tres cuerpos, dos laterales en forma de T con dos y tres plantas (para salvar el desnivel del terreno), y uno central, cuadrado, de cuatro plantas. La unión entre estos se realiza mediante dos cuerpos en planta baja con galerías acristaladas a ambos lados. Cuenta también con varios pabellones posteriores destinados a cocina, lavandería, etc, que rodean un gran patio con huerta y arbolado. 
En el cuerpo central se sitúan el acceso principal, con una gran escalinata, y la capilla con planta de cruz griega, que resulta el volumen mayor del edificio, sobre la que destaca una potente linterna. 
Los cuerpos laterales estaban destinados a los enfermos, con división entre hombres y mujeres, situándose en planta baja de uno de ellos los servicios generales del hospital. 
En el interior hay interesantes espacios a doble altura cubiertos por cimborrios octogonales, así como galerías con arcos de piedra. Actualmente es un geriátrico.